# Contea di Loup
La contea di Loup (in inglese Loup County) è una contea dello Stato del Nebraska, negli Stati Uniti. La popolazione al censimento del 2000 era di 712 abitanti. Il capoluogo di contea è Taylor.